# BMW CS1
Op de autosalon van Genève in 2002 presenteerde BMW de CS1.
Het is een compacte cabrio met plaats voor vier personen.
Dit model geeft het idee hoe een compacte BMW er in de toekomst uit kan gaan zien. BMW liet zien hoe  in de komende jaren het aanbod van het merk in een compact model zich zou gaan uitbreiden.

## Eigen look
De CS1 is niet een BMW die een gekrompen versie is van een ander model, maar behield wel de kenmerken die typisch zijn voor het bedrijf uit München. In de snuit zitten de obligatie niertjes, geflankeerd door de lichtunits. Die hebben een nieuwe vormgeving. Voor een krachtige uitstraling zorgen de scherp getekende flanken.
De wielen staan ver op de hoek, een typisch BMW-kenmerk. De scherpe schouderlijn van de CS1 loopt door over de kofferklep en bepaalt zo een strak en sportief uiterlijk en vormgeving. Onder de  motorkap ligt in lengterichting een 1.8 viercilinder valvetronic met variabele timing van de inlaatkleppen.
Hij produceert 115pk en 175Nm. De aandrijving van de CS1 gebeurt via de achterwielen.